# Улица 23 Августа
Улица 23 Августа (укр. вулиця 23 Серпня) — улица города Харькова, которая начинается от Клочковской улицы, проходит через всё Павлово Поле и пересекается с улицей Отакара Яроша у Саржина яра.

## История
Улица названа в честь знаменательной даты — освобождения города от нацистских оккупантов в 1943 году.
Накануне освобождения города фашисты в спешном порядке начали строить оборонительные укрепления на северной окраине Харькова, в том числе и в районе Клочковской, то есть в западной части нынешней улицы 23 Августа. Здесь, в день штурма города, бойцы 183-й Харьковской стрелковой дивизии в жестоком бою сломили оборону фашистов и вошли в город.
Через 16 лет, в 1959 году, на плане города, на месте бывших боев, появилась улица 23 Августа. Её возникновение было связано со строительством жилого массива на Павловом Поле.

## Достопримечательности

Памятник Воину-освободителю
Пушка слева от начала аллеи
Пушка справа от начала аллеи
Памятный камень в сквере
Табличка на камне
Кинотеатр им. А. Довженко
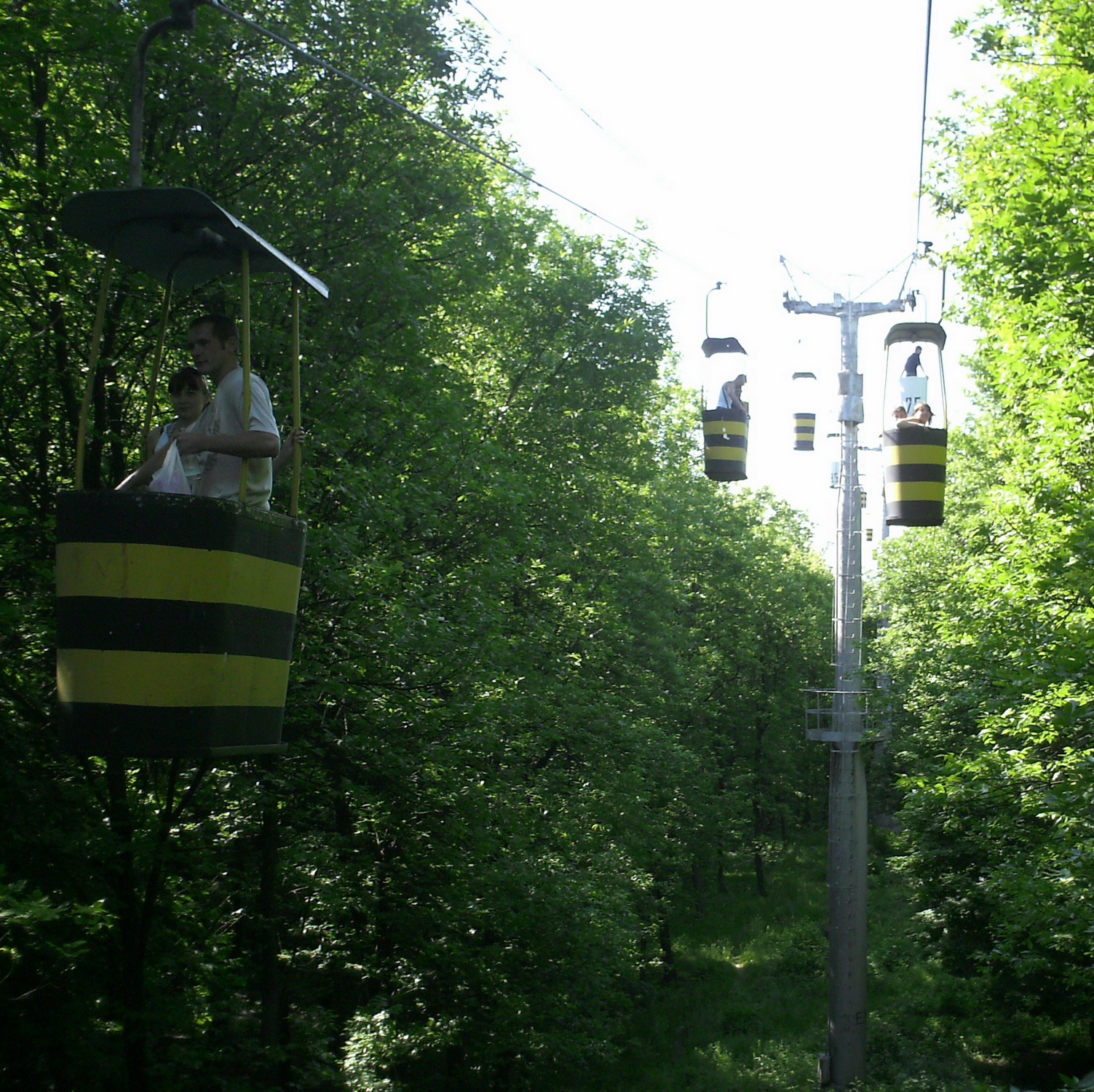
Канатная дорога
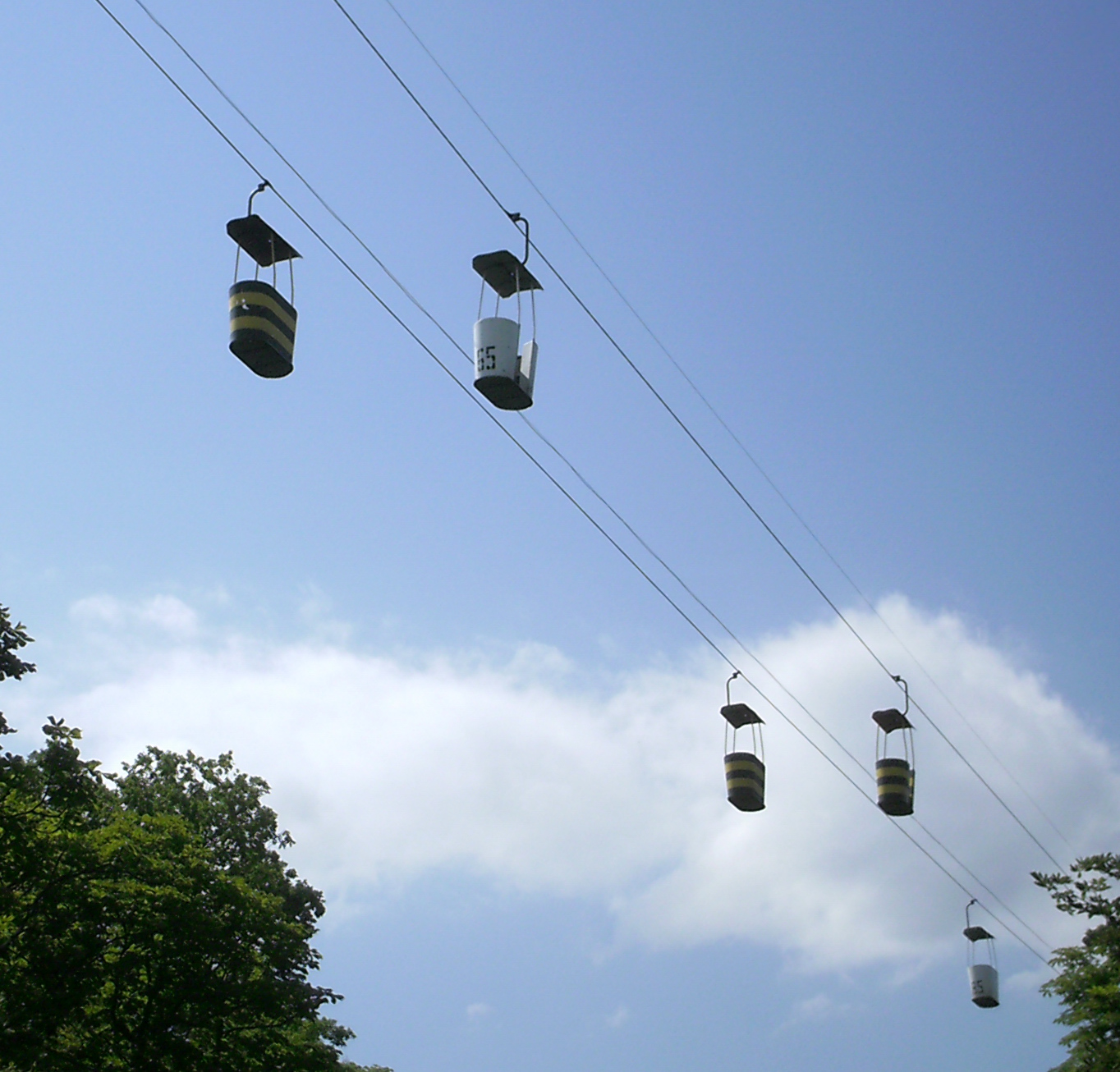
Канатная дорога. Вид снизу

- Памятник Воину-освободителю (1981)
- Сквер за памятником. У входа расположены две пушки ЗИС-2 и две плиты с надписями «1941» и «1945», в самом сквере — памятный камень с перечислением стрелковых дивизий, получивших наименование «Харьковские» за освобождение города в 1943 году.
- Кинотеатр им. А. Довженко
- В конце улицы 23 Августа, около перекрестка с улицей Отакара Яроша, расположена посадочная станция подвесной канатной дороги Павлово Поле — Центральный парк культуры и отдыха

## Транспорт
По улице проходят маршруты автобусов 33э и 217э, маршруток 26э, 55э, 263э, 271э, 277э и 302э и один маршрут троллейбуса — 12 (Клочковская улица — улица Рудика).
21 августа 2004 года была открыта станция метро «23 Августа» Алексеевской линии.